# 5'-Nukleotidaza
5'-nukleotidaza (EC 3.1.3.5, uridinska 5'-nukleotidaza, 5'-adenilna fosfataza, adenozinska 5'-fosfataza, AMP fosfataza, adenozinska monofosfataza, 5'-mononukleotidaza, AMPaze, UMPaze, 5'-nukleotidaza zmijskog venuma, timidinska monofosfatna nukleotidaza, 5'-AMPaza, 5'-AMP nukleotidaza, AMP fosfohidrolaza, IMP 5'-nukleotidaza) je enzim sa sistematskim imenom 5'-ribonukleotid fosfohidrolaza. Ovaj enzim katalizuje sledeću hemijsku reakciju
5'-ribonukleotid + H2O {\displaystyle \rightleftharpoons } ribonukleozid + fosfat
Ovaj enzim ima široku specifičnost za 5'-nukleotide.

## Literatura
- Nicholas C. Price; Lewis Stevens (1999). Fundamentals of Enzymology: The Cell and Molecular Biology of Catalytic Proteins (Third изд.). USA: Oxford University Press. ISBN 019850229X.
- Eric J. Toone (2006). Advances in Enzymology and Related Areas of Molecular Biology, Protein Evolution (Volume 75 изд.). Wiley-Interscience. ISBN 0471205036.
- Branden C; Tooze J. Introduction to Protein Structure. New York, NY: Garland Publishing. ISBN 0-8153-2305-0.
- Irwin H. Segel. Enzyme Kinetics: Behavior and Analysis of Rapid Equilibrium and Steady-State Enzyme Systems (Book 44 изд.). Wiley Classics Library. ISBN 0471303097.
- William P. Jencks (1987). Catalysis in Chemistry and Enzymology. Dover Publications. ISBN 0486654605.

## Spoljašnje veze
- 5'-nucleotidase на 